# Halone hemichroa
Halone hemichroa là một loài bướm đêm thuộc phân họ Arctiinae, họ Erebidae.